# 安土町
安土町（日语：／ Azuchi chō */?）是過去位於日本滋賀縣中部，琵琶湖東岸的行政區劃，已於2010年3月21日與近江八幡市合併為新設立的近江八幡市。
在日本歷史中的安土桃山時代的語源安土城即建于本地。

## 歷史
轄區過去在令制國時代屬於近江國蒲生郡，16世紀末織田信長消滅以蒲生郡為主要根據地的六角氏後，於1576年在安土山興建安土城作為居城，並持續以樂市樂座的政策發展成下町，但1582年安土城在本能寺之變後遭到焚毀；1585年取代織田信長的豐臣秀吉將本地封給豐臣秀次，豐臣秀次在八幡山興建八幡山城，同時將原本安土城下町的居民遷至新城南側的城下町。
在江戶時代此地被分割劃為包括郡山藩、仁正寺藩、川越藩、仙台藩及旗本的領地，其中也有屬於幕府直屬的天領。19世紀末明治維新後，原先的幕府直屬領及旗本領先後改隸屬大津裁判所及大津縣，其餘區域在1872的府縣整併中後也都被併入大津縣，但不久後大津縣即更名為滋賀縣。
1889年日本實施町村制，安土町的轄區在當時分屬安土村及老蘇村，這兩個行政區劃在1954年合併為安土町。
2000年至2004年曾與北側的能登川町和五個莊町討論合併為「安土市」的可行性，但未有任何結果；2005年則初次與近江八幡市討論合併，並一度設置了合併協議會，但由於町內仍有強烈反對的意見，此案也未能有結果。
2008年再度開始與近江八幡市討論合併，並於2009年設立合併協議會，反對合併的町長原先計畫直接訴諸公民投票，但支持合併者占多數的町議會卻在4月直接否決了公民投票條案的議案，接著在6月15日更直接通過了合併的決議，6月24日進一步要求解任反對合併的町長；與近江八幡市合併的議案之後迅速地在7月15日獲得滋賀縣議會的承認，並於7月31日由總務省公告，同時也公告將於2010年3月21日完成合併。
同年10月4日的町長補選中，再度由反對合併的候選人當選町長，並立刻對町議會提出要求進行合併議案的公民投票，但10月23日再度被町議會否決，此後也駁回了町長提出進行意見調查的方案，而反對合併議員試圖提出自行解散議會的議案也未能在町議會中通過。
在2010年2月14日由町民直接發起的解散町議會的公民投票中，贊成票超過半數，讓支持合併占多數的町議會在當天即刻解散，此後在3月14日的町議會議員選舉中，支持合併派當選4人，反對合併派當選6人，使得町議會終於由反對合併派所掌控，並在3月16日通過停止合併的決議。
但此時滋賀縣政府及日本中央部會都拒絕了町議會的此項決議，仍決定繼續依照先前的公告完成合併，因此安土町仍在2010年3月21日與近江八幡市完成合併。

### 變遷表
| 1889年4月1日 | 1889年 - 1912年 | 1912年 - 1944年         | 1945年 - 1954年         | 1945年 - 1954年                | 1955年 - 1989年                | 1989年 - 現在                  | 現在                           |
| ------------ | --------------- | ----------------------- | ----------------------- | ------------------------------ | ------------------------------ | ------------------------------ | ------------------------------ |
| 八幡町       | 八幡町          | 八幡町                  | 八幡町                  | 1954年3月31日 合併為近江八幡市 | 1954年3月31日 合併為近江八幡市 | 2010年3月21日 合併為近江八幡市 | 2010年3月21日 合併為近江八幡市 |
| 宇津呂村     | 宇津呂村        | 1933年3月3日 併入八幡町 | 八幡町                  | 1954年3月31日 合併為近江八幡市 | 1954年3月31日 合併為近江八幡市 | 2010年3月21日 合併為近江八幡市 | 2010年3月21日 合併為近江八幡市 |
| 島村         | 島村            | 島村                    | 1951年4月1日 併入八幡町 | 1954年3月31日 合併為近江八幡市 | 1954年3月31日 合併為近江八幡市 | 2010年3月21日 合併為近江八幡市 | 2010年3月21日 合併為近江八幡市 |
| 岡山村       |                 |                         |                         | 1954年3月31日 合併為近江八幡市 | 1954年3月31日 合併為近江八幡市 | 2010年3月21日 合併為近江八幡市 | 2010年3月21日 合併為近江八幡市 |
| 桐原村       |                 |                         |                         | 1954年3月31日 合併為近江八幡市 | 1954年3月31日 合併為近江八幡市 | 2010年3月21日 合併為近江八幡市 | 2010年3月21日 合併為近江八幡市 |
| 金田村       |                 |                         |                         | 1954年3月31日 合併為近江八幡市 | 1954年3月31日 合併為近江八幡市 | 2010年3月21日 合併為近江八幡市 | 2010年3月21日 合併為近江八幡市 |
| 馬淵村       |                 |                         |                         | 1954年3月31日 合併為近江八幡市 | 1954年3月31日 合併為近江八幡市 | 2010年3月21日 合併為近江八幡市 | 2010年3月21日 合併為近江八幡市 |
| 武佐村       | 武佐村          | 武佐村                  | 武佐村                  | 武佐村                         | 1958年2月1日 併入近江八幡市    | 2010年3月21日 合併為近江八幡市 | 2010年3月21日 合併為近江八幡市 |
| 安土村       | 安土村          | 安土村                  | 安土村                  | 1954年4月1日 合併為安土町      | 1954年4月1日 合併為安土町      | 2010年3月21日 合併為近江八幡市 | 2010年3月21日 合併為近江八幡市 |
| 老蘇村       |                 |                         |                         | 1954年4月1日 合併為安土町      | 1954年4月1日 合併為安土町      | 2010年3月21日 合併為近江八幡市 | 2010年3月21日 合併為近江八幡市 |

## 交通

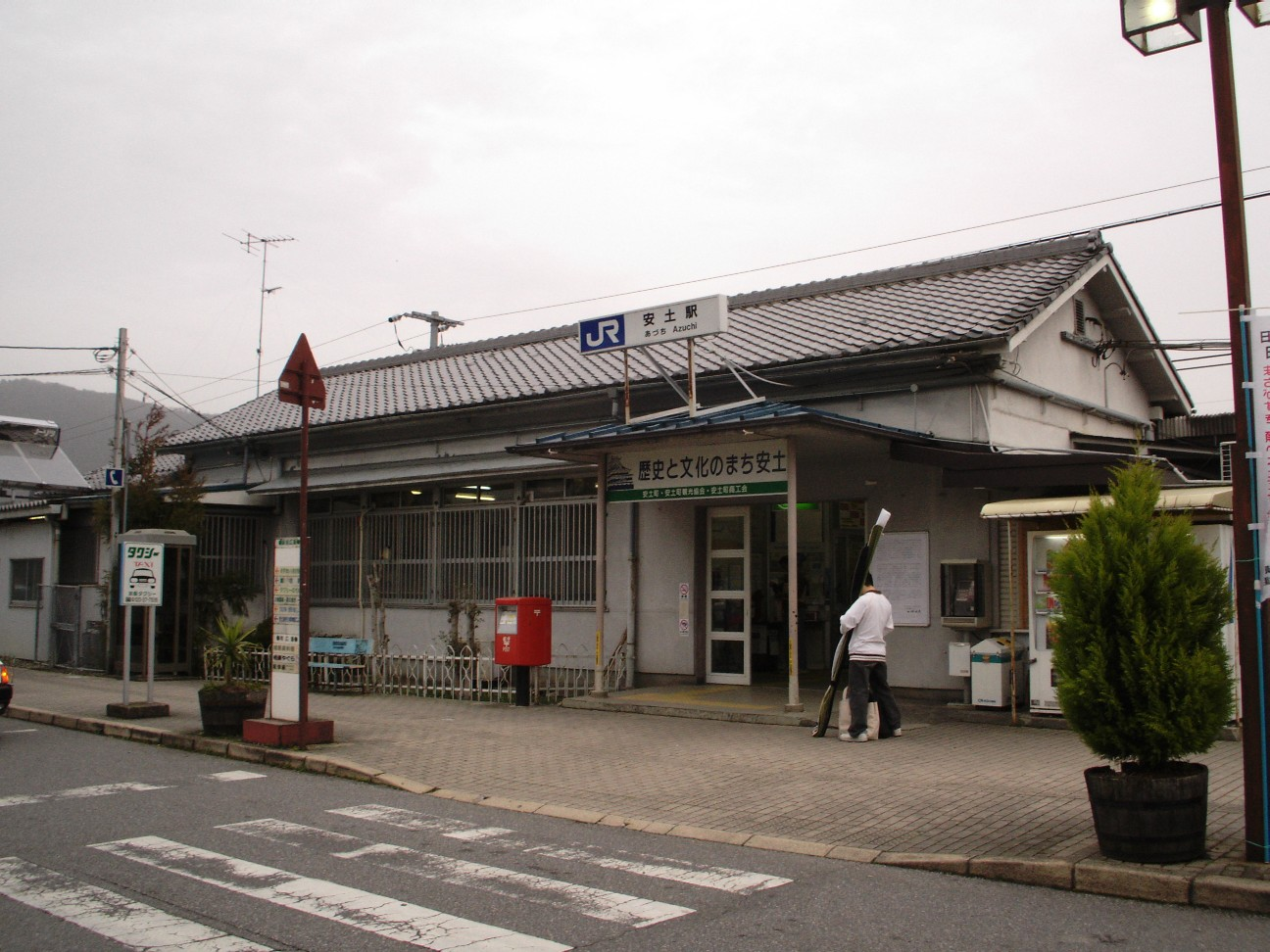
安土車站

西日本旅客鐵道的東海道本線（琵琶湖線）通過轄區並設有安土車站。
國道8號通過轄區，但無高速公路通過。

## 觀光資源
在過去安土城遺址周邊有多個以安土城為主題的觀光設施，包括滋賀縣立安土城考古博物館、安土町城郭資料館及安土城天主信長之館。

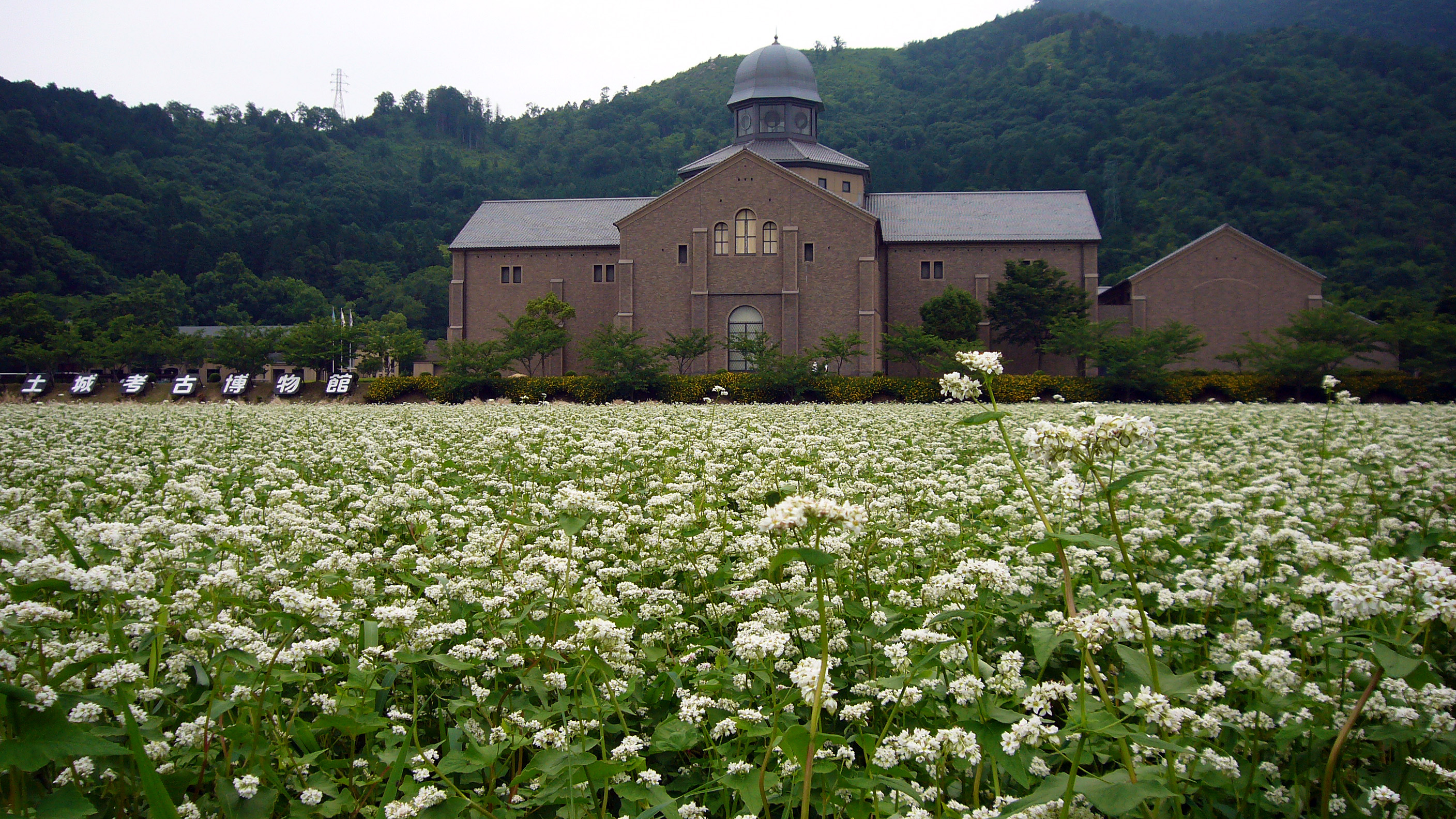
滋賀縣立安土城考古博物館
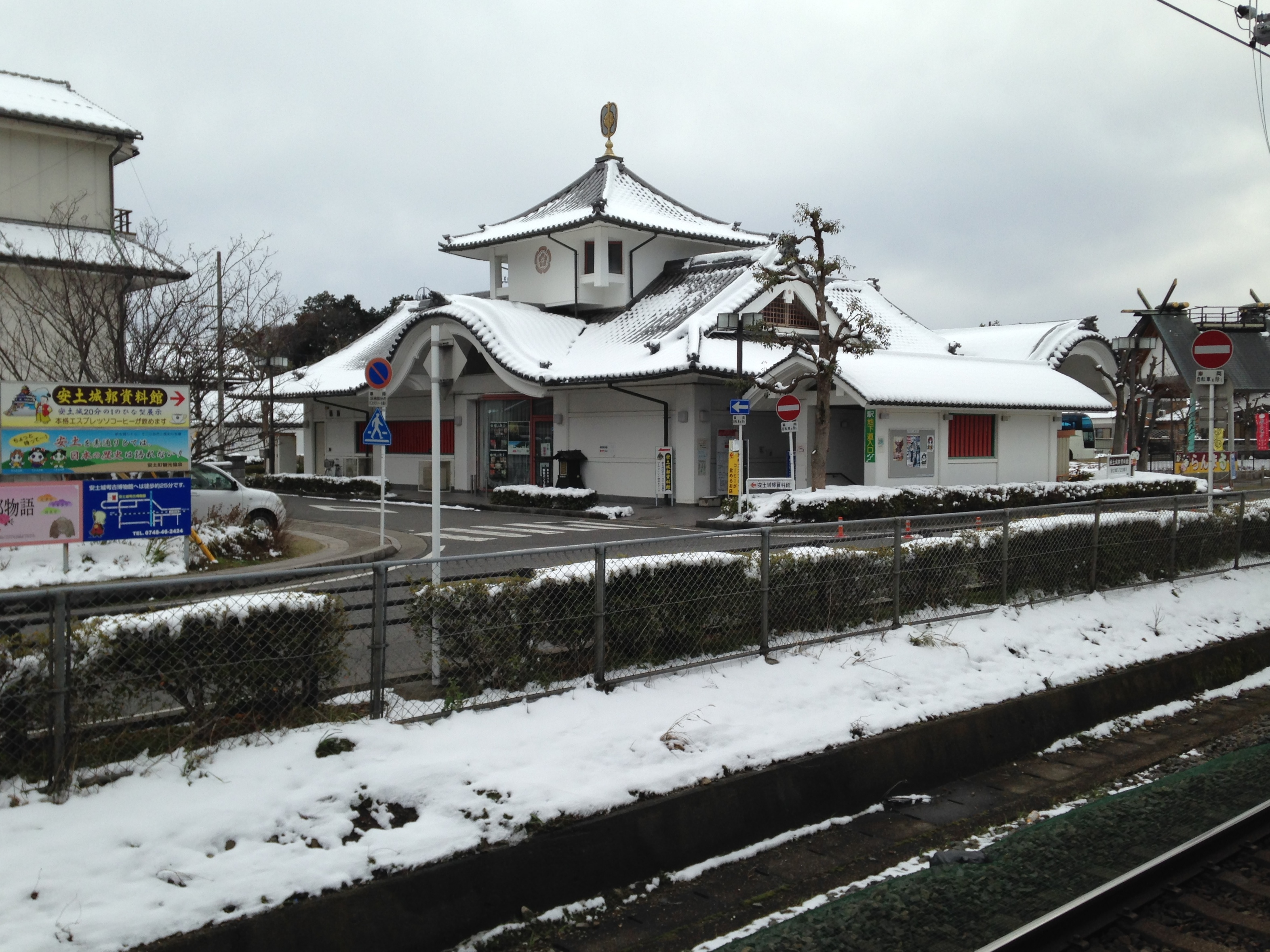
安土町城郭資料館

## 姊妹、友好城市

### 日本
- 上之國町（北海道）
兩地於1997年締結為姊妹都市，在安土町合併為近江八幡市後，仍繼續締結為姊妹都市。